# 西田至
西田 至（にしだ いたる、2002年11月21日 - ）は、日本の歌手、俳優。千葉県出身。スターダストプロモーション新人部所属。オルタナティブ歌謡舞踊集団『龍宮城』のメンバー『壱』。アーティストの時はITARU、俳優の時は西田至の名義で活動している。

## 略歴
幼少期よりサッカーに打ち込み、高校時代にはサッカー雑誌に取り上げられるほどの腕前だった
。
2023年1月より日本テレビ系列で放送された『0年0組 -アヴちゃんの教室-』に参加。昭和歌謡ボーカル試験の『異邦人』が注目を集めた。4月15日の最終回で『龍宮城』デビューメンバーに決定。5月10日「Mr.FORTUNE」でメジャーデビュー。

## 人物
50m走は5秒9の快足。
憧れのアーティストは玉置浩二。
好きな食べ物はチョコレート、さつまいも。
ラーメンが苦手。
お菓子はあまり食べずプロテインバーを食べている。
美しい長髪を持つキューティクルファンタジスタ。
龍宮城の公式裏チャンネル『龍TUBE』では、独特の世界感と笑いを垣間見ることができる。

## 出演
→龍宮城全体での出演については「龍宮城」を参照

### ドラマ
- 「秘密を持った少年たち」

### Web magazine
- NYLON JAPAN - 365ANNIVERSARY 2024.11.1～2024.11.30[5]

### YouTube
- シノビーの、おへや。

### TV
- ミュージック・ジャパンTVカウントダウン（コメントゲスト）
- CBCテレビ「道との遭遇」（コメント出演）

### ラジオ
- TOKAI RADIO「LIFE HACKERS!」
- ZIP-FM「HOORAY HOORAY FRIDAY」
- CBCラジオ「MIX YOUTH RADIO」
- FM AICHI「FROM STUDIO ONE」
- CBCラジオ「あんななのなななっ」
- FM YOKOHAMA「Tresen」

## 作品
→龍宮城としての作品については「龍宮城」を参照